# روزالي سلوتر مورتون
روزالي سلوتر مورتون (28 أكتوبر 1876 - 5 مايو 1968) اسمها عند الولادة روزالي سلوتر، وهي طبيبة أمريكية وجراحة. بجانب عملها كطبيبة أبان الحرب العالمية الأولى، كانت مورتون واحدة ممن قاموا بتأسيس خدمة المستشفيات للنساء الأمريكية وكانت أول رئيسة للجنة التعليم والصحة العامة. وكانت مورتون واحدة من أوائل أعضاء هيئة التدريس من الإناث في مستشفى العيادات في نيويورك وكذلك كانت أول الإناث ممن عملوا أعضاءً في هيئة التدريس في كلية الطب والجراحة في جامعة كولومبيا.
ولدت مورتون في لينشبرغ (فرجينيا) وتلقت تعليمها في كلية الطب للإناث في بنسلفانيا، على الرغم من اعتقاد عائلتها بأن الهدف الأساسي من تعليمها هو البحث عن زوج. ذهبت مورتون إلى أوروبا واسيا طلبًا للعلم ولإجراء الإبحاث كذلك، قبل عودتها إلى الولايات المتحدة من جديد وذلك بهدف إنشائها عيادات خاصة بها للتطبيق ما تعلمته.
حصلت مورتون على بعض الجوائز خلال مسيره عملها، منها ميدالية جوان دارك، ويوجد مُتنزه بإسمها في بلغراد. في عام 1937، نشرت سيرتها الذاتية من خلال كتاب أُسمه «أنثى جراحة»: حياة وعمل روزالي مورثون - إلى المُستقبل الإيجابي، ونشرت كذلك كتاب أخر لها بعنوان «عطلة طبيب في إيران» في عام 1940.

## سيرة ذاتية

### النشأة
ولدت مورتون في عام 1876 في لينشبرغ (فرجينيا)، لأم تُدعى ماري هاكير ولأب جون فافيل سلوتر. كات لها خمسة أخوة وأخت واحدة (ثلاثة منهم توفوا في طفولتهم)، وتلقت تعليمها في لينشبرغ قبل انتقالها إلى بالتيمور وهُناك أنهت تعليمها. وبعد ذلك، اختارات أن تسير على خُطى جدها وأثنان من أخوتها في تعلم ومُمارسة مهنة الطب، وتلقت تعليمها في كلية الطب للإناث في بنسلفانيا في عام 1893. وقد ذكرت مورتون في سيرتها الشخصية بإنها "قد تم تربيتها لكي...لكي تكون زوجة مُقتدرة—لا أن تكون مُشبعة بالرغبة للتطبيق عملها الطبي"، وكذلك لم يُعطيها أباها المال لظنه أنها سوف تحصل على زوج يؤمن لها حاجاتها— ولم يكن يرغب الكثير من أفراد أسرتها أن تُمارس مهنة الطب".

### في وقت لاحق
تزوجت من جورج ب.مورتون جنيور، كان مُحامي وتعلم الطب في وقت سابق، في عام 1905 في كنيسة القديس باول في لينشبرغ. في عام 1910، ذُكر بأنها طلبت الطلاق منه ولكنه قد توفى في عام 1912 بسبب إصابته بأم الدم. في الثلاثنيات في القرن العشرين، عانت مورتون من نوبة ذات الرئة، مما أجبرها إلى الانتقال إلى وينتر بارك في فلوريدا، وهُناك توفيت في عام 1968.

## عملها
بعد تخرجها من كلية الطب للإناث في بنسلفانيا، تم تعينها كطبيبة مُقيمة في مستشفى ومستوصف الخريجات، وعملت فيه حتى عام 1899. وسافرت بعد ذلك إلى أوروبا في برلين وفيينا ولندن وباريس وذلك لإكمال تعليمها هُناك. في خلال هذه الفترة أخذت كورسات وكانت مُلاحظ للعمليات الجراحية وكتبت عدة أبحاث علمية والتي شملت مُقارنة الحالة الصحية للرجال والنساء. وإتباع لمشوره أستاذها فيكتور هورسلي بأن تذهب إلى مختبر الحكومة البريطانية في مومباي لمثدة ستة شهور بهدف العمل على المُضادات الوقائية ضد الطاعون الدبلي وعملت لفترة أُخرى في سريلانكا أيضًا.
بعد إنهائها لتعليمها، عادت مورتون إلى الولايات المتحدة الأمريكية في عام 1902 وفتحت عيادة خاصة بطب النساء في واشنطن العاصمة. بعد زواجها من المُحامي جورج مورتون جنيور، فتحت عيادة جديدة في نيويورك. عينت الجمعية الطبية الأمريكية مورتون كأول رئيس للجنة التعليم والصحة العامة بهدف تثقيف الجمهور حول العديد من المواضيع بما في ذلك الصحة والنظافة ورعاية الأطفال والمواضيع الطبية الأخرى. تم تعيينها كمساعد سريري ومدرب في مستشفى ومستوصف نيويورك (حيث كانت واحدة من أوائل أعضاء هيئة التدريس الإناث)، وأصبحت بعد ذلك أستاذ بأمراض النساء. وفي خلال هذا الوقت قدمت مُحاضرات في عدد من الجامعات الأخرى، بما في ذلك تقديمها لمُحاضرات في جامعة فيرمونت.
بعد اندلاع الحرب العالمية الأولى، سافرت مورتون إلى لابرادور بهدف العمل في المستشفيات، قبل أن يتم تعيينها كمفوض خاص للصليب الأحمر لنقل المؤن من باريس إلى جبهة مقدونيا ولتقديم الخدمات الطبية في المستشفيات الميدانية في مقدونيا. قامت بقيادة خدمة المستشفيات للنساء الأمريكية جنبًا إلى جنب مع ماري كراوفورد من عام 1917، بعد أن قامت جمعية الطبيبات الأمريكية بتأسيسها بهدف إنشاء المستشفيات الأمريكية في أوروبا. وبناء على توصية من ويليام جيم جورجاس، تم تعيين مورتون كرئيسة للجنة الطبيبات في مجلس الولايات المتحدة للدفاع الوطني، حيث مثلت أكثر من 7000 طبيبة.
قدمت مورتون المُساعدة للشباب في يوغوسلافيا وصربيا وتعطيل التعليم فيها بسبب الحرب. أسست اللجنة الدولية الصربية في مارس 1919، والتي من خلالها قدمت تسهيلات للشباب لتلقي تعليمهم في مناطق أمريكية.
بعد انتقالها إلى فلوريدا في ثلاثينيات القرن العشرين، أنشئت عيادة سرسرية صغيرة حيث أجرت أبحاثًا في التهاب المفاصل وعلم غدد الصم.

### جوائزها
منحت عدة حكومات وطنية وخارجية لمورتون ما مجموعة 9 أوسمة حتى عام 1937. حصلت خلال مسيرتها على وسام صليب القيصر نيقولا الثاني وميدالية جوان دارك والدرجة الفخرية لخدمة الصليب، وفي عام 1934 قدمت لها الرابطة الأمريكية جائزة خاصة بفضل مُساهمتها في تأسيس خدمة المستشفيات للنساء الأمريكية. وقد أطلق أسم الطبيبة مورتون على شجرة في سنترال بارك، تخليدًا لذكرها «خدمة وطنية مُتميزة»، وكذلك أطلق أسمها على مُتنزه وشارع في مدينة بلغراد.

## الكتب
نشرت مورتون سيرتها الشخصية من خلال كتاب بعنوان «إمراة جراحة: حياة وعمل روزالي سلوتر مورتون» ونُشر فيدريك ستوكس في عام 1937. وقد أستعرض الكتاب بشكل جيد، والثناء بالكتابة والخبرات المذكورة فيه.
ووصف هاري هانسن السيرة الذاتية لمورتون لبيتسبرغ برس بأنه «كتاب مُمتاز لإنجازات إمراة»، وأثناء على المواضيع الطبية المذكورة فيه وتلك السياسية. وقد ذكر جورج كوري في بروكلين ديلي إيغل بأن «هذا الكتاب لا يُعد مُمل في أي وقت»، ووصفه بكتاب هام لتوثيق مُساهمات لإمراة صليبية. ووصفت سولت ليك تريبيون الكتاب بأنه غني بالمعلومات المثيرة والملونة، ووصفت سيدني مورنينغ هيرالد الكتاب بأنه «مُثير للاهتمام بشكل خاص». وصنفت غازيتا إنديانا باعتباره واحد من أفضل السير الذاتية الطبية التي نُشرت في الآونة الأخيرة.
بعد الانتهاء من كتابة سيرتها الذاتية، سافرت مورتون إلى إيران في عام 1940 ونشرت كتابًا تحت عنوان عُطلة طبيب في إيران.